# Tadj al-Din Yildiz
Taj-ad-Din Yildiz al-Muizzí (àrab: تاج الدين يِلدز, Tāj ad-Dīn Yildiz) fou un cap militar turc, esclau del sultà gúrida Muïzz-ad-Din Muhàmmad (1203-1206), que va governar Gazni (1206-1215).
A la mort del sobirà gúrida el 1206, una part de l'exèrcit va donar suport com a successor a Bahà-ad-Din Sam I de Bamian, però aquest va morir al cap de poc i llavors van proposar els seus dos fills, Jalal-ad-Din Alí i Alà-ad-Din Muhàmmad; una altra part va donar suport al nebot, Ghiyath-ad-Din Mahmud, fill de Ghiyath-ad-Din; mentre que la secta local dels karramiyya va donar suport a Diyà-ad-Din; les faccions es van enfrontar i Ghiyath-ad-Din Mahmud (1206-1212) va triomfar i fou proclamat a Firuzkuh. En aquestes dissensions el general esclau Taj-ad-Din Yildiz, amb el suport de la major part dels oficials turcs, va prendre el poder al seu govern de Gazni i l'Afganistan. Ghiyath-ad-Din Mahmud es va veure forçat a alliberar a Yildiz de la seva condició servil i reconèixer-lo com a governador vassall a Gazni, però no va trigar a demanar suport per consolidar el seu poder al xa de Coràsmia Alà-ad-Din Muhàmmad (1207) sota influència del qual va quedar.
Yildiz va governar nou anys. El 1211, quan va pujar al poder a Delhi el turc (i també antic esclau de Muïzz-ad-Din) Iltutmix, Taj-ad-Din va fer emetre un decret que el declarava el seu virrei a l'Índia. A la mort de Ghiyath-ad-Din Mahmud vers el 1212 (segons les fonts la data varia entre el 1210 i el 1213) el va succeir el seu fill Bahà-ad-Din Sam II, però el xa de Coràsmia el va deposar i va donar el tron a Alà-ad-Din Atsiz. Quan aquest va intentar recuperar Gazni de mans de Yildiz, va ser derrotat i mort (1214) i Yildiz va proclamar sultà al seu cosí Alà-ad-Din Alí. Però el 1215 el xa de Coràsmia Alà-ad-Din Muhàmmad el va deposar i va ocupar Firuzkuh, Gazni i Bamian. Yildiz va haver de fugir a l'Índia i es va refugiar a Lahore, expulsant el governador local que depenia de Nàssir-ad-Din Kubača, sobirà de Multan i gendre de Qutb-ad-Din Àybak, sultà dels dominis gúrides de l'Índia del 1206 al 1210; Iltutmix considerava a Kubača com el seu vassall tot i que aquest refusava pagar-li tribut. Iltutmix va convidar a Yildiz a retirar-se de Lahore, però Yildiz va refusar fer-ho; llavors el sultà de Delhi va marxar amb un exèrcit cap a Lahore i va derrotar Yildiz a Taraori el 1215. Yildiz va caure presoner i fou tancat a Badaun on va morir segurament executat encara el mateix 1215. Nàssir-ad-Din Kubača va aprofitar per recuperar Lahore, però Iltutmix el va expulsar el 1217 per la força cap a Multan i el va derrotar pel camí, a Mansura, tot i que no va seguir endavant.